# Xenolophium pachythele
Xenolophium pachythele är en svampart som först beskrevs av Berk. & Broome, och fick sitt nu gällande namn av Huhndorf 1993. Xenolophium pachythele ingår i släktet Xenolophium och familjen Melanommataceae.   Inga underarter finns listade i Catalogue of Life.